# Pulsatilla pratensis
Pulsatilla pratensis is een overblijvende plant uit de ranonkelfamilie (Ranunculaceae), afkomstig uit Midden- en Oost-Europa.
Meerdere ondersoorten worden onderscheiden, waarvan de meeste met hun specifiek habitat en/of verspreidingsgebied.

## Naamgeving enetymologie
- Synoniemen: Anemone pratensis L., Pulsatilla pratensis sensu P.Fourn., Anemone pulsatilla subsp. pratensis (L.) auct.
- Frans: Pulsatille des prés
- Duits: Wiesen-Kuhschelle, Wiesen-Küchenschelle
- Engels: Small Pasque Flower

De botanische naam Pulsatilla is afgeleid van het Latijnse pulsare (slaan, zwaaien). Naargelang de bron, zou dit slaan op de op een klok lijkende bloemen of op de zaden die door windstoten worden verspreid. De soortaanduiding pratensis is afgeleid van het Latijnse pratense (uit de weide).

## Kenmerken
Pulsatilla pratensis is een lage, overblijvende, kruidachtige planten, met rechtop staande wortelstokken en rechte, onvertakte stengel. Tijdens de bloei vormt zich een basaal bladrozet van dubbelgeveerde bladeren met zeer fijne, spitse bladslippen. Hogerop de stengel bevinden zich drie zeer diep ingesneden stengelbladeren met spitse, ovale slippen. Zowel bladeren als stengels zijn bezet met lange, zilvergrijze haren.
De bloemen zijn tot 5 cm in diameter, alleenstaand aan het einde van de bloemstengel, steeds overhangend, zonder schutbladen. De bloemen zijn radiaal symmetrisch, klokvormig, met meestal 6 donkerpurpere (zelden lichtviolet of geelgroene), kroonbladachtige kelkbladen met teruggekromde top, aan de buitenzijde zilverachtig behaard. Er zijn geen echte kroonbladen. De bloem bezit talrijke geel of paars gekleurde vruchtbare meeldraden en meestal ook schijfvormige staminodiën of onvruchtbare meeldraden. Er zijn talrijke, losse vruchtbeginsels met elk een zaadknop en een lange, veervormige stijl.
De plant bloeit van april tot mei.

## Habitaten verspreiding
Pulsatilla pratensis groeit voornamelijk in droge hooilanden en lichte dennen- en eikenbossen op silicaatrijke bodems, vanaf zeeniveau tot op 2100 m hoogte.
De plant heeft een wijd verspreidingsgebied over Midden- en Oost-Europa, van het zuidoosten van Noorwegen en het westen van Denemarken tot in Hongarije, Bulgarije en de Balkan.

## Taxonomie
Op basis van bloemkleur, habitat en verspreidingsgebied worden de volgende ondersoorten onderscheiden:
- P. pratensis subsp. pratensis

de nominaatondersoort.
- P. pratensis subsp. bohemica Skalický (1985)

Afkomstige uit Tsjechië, Slovakije, Duitsland, Polen, Oostenrijk en Hongarije, groeit op droge grassteppes, in boszomen en op zonnige rotsen.
- P. pratensis subsp. hungarica Soó

Deze ondersoort is endemisch voor de vlakten van Nyírség en Bodrogköz in het oosten van Hongarije, groeit vooral op zandige, kalkarme bodems.
- P. pratensis subsp. nigricans (Störck) Zämelis

Ondersoort met zeer donkere, rood- tot zwartviolette kelkbladen.

## Verwante en gelijkende soorten
Pulsatilla pratensis is moeilijk van andere, roodgekleurde Pulsatilla-soorten te onderscheiden. De plant lijkt sterk op het meer algemene wildemanskruid (P. vulgaris), maar heeft fijner verdeelde bladeren en grotere en donkerdere bloemen. De bloemenblaadjes hebben teruggekromde toppen, in tegenstelling tot die van P. montana, P. halleri en P. rubra.
... · P. alpina (Alpenanemoon) · P. a. subsp. alpina · P. a. subsp. apiifolia (Gele alpenanemoon) · P. a. subsp. austriaca (Oostenrijkse alpenanemoon) · P. a. subsp. austroalpina · P. a. subsp. cantabrica · P. a. subsp. cyrnea · P. a. subsp. font-queri · P. a. subsp. millefoliata · P. a. subsp. schneebergensis · P. halleri · P. montana · P. pratensis · P. p. subsp. pratensis · P. p. subsp. bohemica · P. p. subsp. hungarica · P. p. subsp. nigricans · P. rubra · P. r. subsp. rubra var. serotina · P. vernalis (Lenteanemoon) · P. vulgaris (Wildemanskruid) · ...